# Truppendienstgericht Süd

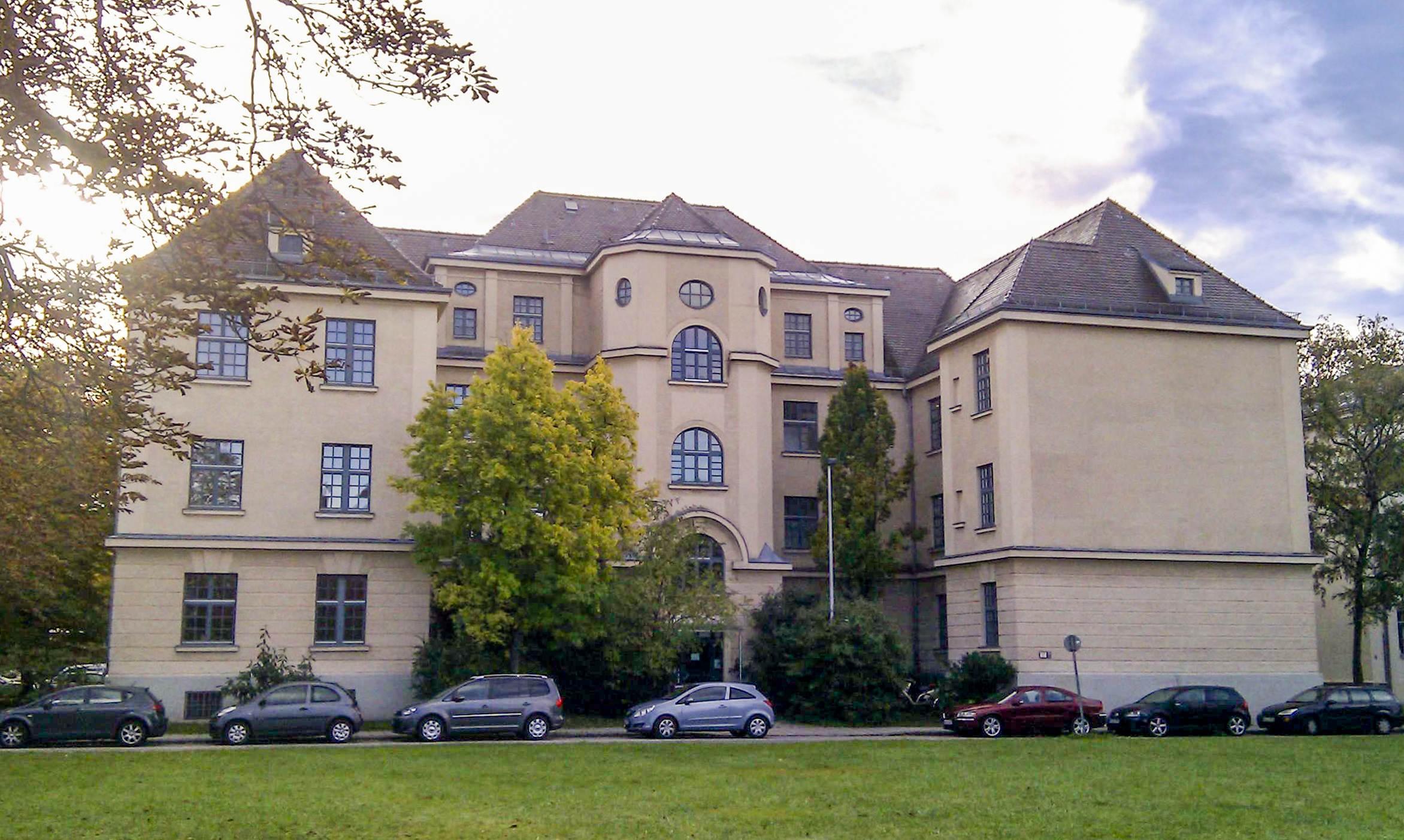
Dienstgebäude in München

Das Truppendienstgericht Süd (TDG Süd) mit Sitz in München ist ein Bundesgericht in Deutschland im Geschäftsbereich des Bundesministeriums der Verteidigung (BMVg). Das Truppendienstgericht ist als Wehrdienstgericht für die Disziplinarverfahren gegen Soldaten nach der Wehrdisziplinarordnung (WDO) und für Entscheidungen in Wehrbeschwerden nach der Wehrbeschwerdeordnung (WBO) zuständig.
Auf Grund des § 69 Abs. 1 und 2 Satz 2 WDO hat das BMVg die Errichtung zweier Truppendienstgerichte (Nord und Süd) mit insgesamt 14 Kammern verordnet. Im Zuge dieser Neuordnung sind die bisher zum Gericht gehörenden Kammern in Kassel und Regensburg ab 1. Juli 2006 und in Karlsruhe ab dem 1. September 2012 entfallen.
Das Truppendienstgericht Süd ist zuständig für die Dienststellen mit Sitz in Baden-Württemberg, Bayern, Hessen, im Regierungsbezirk Köln, in Rheinland-Pfalz, im Saarland, in Sachsen, Thüringen; es ist ferner zuständig für Truppenteile und Dienststellen, die sich im Ausland befinden.
Die Kammern des Truppendienstgerichts Süd sind:
- die Kammern in München
- die 3. und 4. Kammer in Koblenz
- die 5. und 6. Kammer in Erfurt

Berufungsgerichte gegen Entscheidungen der Truppendienstgerichte sind der 1. Wehrdienstsenat bzw. 2. Wehrdienstsenat des Bundesverwaltungsgerichts.
Zum Stichtag 31. Dezember 2020 gab es insgesamt 13 Berufsrichter an den beiden Truppendienstgerichten; davon erstmals eine Frau.
Präsident des Truppendienstgerichts Süd ist Arnold Eiben.